# Отводное (Владимирская область)
Отводное — деревня в Гороховецком районе Владимирской области России, входит в состав Денисовского сельского поселения.

## География
Деревня расположена на берегу речки Куржа (приток Илинды) в 19 км на восток от центра поселения посёлка Пролетарский и в 22 км на юго-запад от Гороховца.

## История
В XIX — первой четверти XX века деревня входила в состав Кожинской волости Гороховецкого уезда, с 1926 года — в составе Гороховецкой волости Вязниковского уезда. В 1859 году в деревне числилось 13 дворов, в 1905 году — 15 дворов, в 1926 году — 15 дворов.
С 1929 года деревня являлась центром Отводновского сельсовета Гороховецкого района, с 1940 года — в составе Краснояблонского сельсовета, с 1954 года — в составе Чулковского сельсовета, с 2005 года в составе Денисовского сельского поселения.

## Население
| 1859 | 1905 | 1926 | 2002 | 2010 | 2021 |
| ---- | ---- | ---- | ---- | ---- | ---- |
| 126  | ↘87  | ↘65  | ↗78  | ↘53  | ↘35  |